# Bandera del estado Mérida
La bandera oficial del Estado Mérida en Venezuela está conformada por tres triángulos de los siguientes colores de izquierda a derecha: verde esmeralda, blanco y azul celeste. Sobre el blanco se ubica una estrella roja de cinco puntas en el centro. El color verde representa las montañas y agricultura del Estado, el blanco la pureza y las nieves de los picos de la Cordillera de Mérida, mientras que el celeste corresponde al cielo y una parte del Lago de Maracaibo; la estrella roja representa a Mérida como una de las siete provincias contempladas en el acta de independencia y por su color la sangre de los patriotas que consiguieron hacer de Mérida una de esas provincias. La bandera del estado Mérida fue diseñada por Carlos Briceño Vera y expuesta públicamente el 30 de agosto   